# David Dastmalchian
David Dastmalchian (Allentown, Pennsylvania, 1975. július 21. –) amerikai színész.
Legismertebb alakítása Kurt a Marvel-moziuniverzum filmjeiben. Elsőként a 2015-ös A Hangya című filmben tűnt fel, ezt követte a A Hangya és a Darázs (2018). 2016 és 2021 között a MacGyver című sorozatban szerepelt.

## Élete és pályafutása
Dastmalchian a pennsylvaniai Allentownban született, de Kansasban járt iskolába. Örmény, olasz, ír és angol származású. A színészi pályafutása előtt öt évig heroin-függőségben szenvedett. Az Állatok című könyvében tapasztalatairól írt.

## Filmográfia

### Film
| Év   | Magyar cím                                                   | Eredeti cím                                              | Szerep                                                        | Magyar hang        |
| ---- | ------------------------------------------------------------ | -------------------------------------------------------- | ------------------------------------------------------------- | ------------------ |
| 2008 | A sötét lovag                                                | The Dark Knight                                          | Thomas Schiff                                                 | Renácz Zoltán      |
| 2009 | Az apokalipszis lovasai                                      | Horsemen                                                 | Terrence                                                      |                    |
| 2011 |                                                              | Virgin Alexander                                         | Hank                                                          |                    |
| 2012 |                                                              | Sushi Girl                                               | Nelson                                                        |                    |
| 2013 | Lincoln testőre                                              | Saving Lincoln                                           | Eckert polgármester                                           |                    |
| 2013 |                                                              | The Employer                                             | James Harris                                                  |                    |
| 2013 | Fogságban                                                    | Prisoners                                                | Bob Taylor                                                    | Takátsy Péter      |
| 2014 |                                                              | Animals                                                  | Jude                                                          |                    |
| 2014 |                                                              | Angry Video Game Nerd: The Movie                         | L. J. Ng őrmester                                             |                    |
| 2015 |                                                              | Chronic                                                  | Bernard                                                       |                    |
| 2015 | A Hangya                                                     | Ant-Man                                                  | Kurt                                                          | Anger Zsolt        |
| 2017 | A Belko-kísérlet                                             | The Belko Experiment                                     | Lonny                                                         | Nagy Dániel Viktor |
| 2017 | Szárnyas fejvadász 2049                                      | Blade Runner 2049                                        | Coco                                                          | Karácsonyi Zoltán  |
| 2018 |                                                              | Relaxer                                                  | Cam                                                           |                    |
| 2018 | A Hangya és a Darázs                                         | Ant-Man and the Wasp                                     | Kurt                                                          | Anger Zsolt        |
| 2018 | Az otthoniak                                                 | The Domestics                                            | Willy Cunningham                                              | Karácsonyi Zoltán  |
| 2018 | Millió darabra törve                                         | A Million Little Pieces                                  | Roy                                                           | Rajkai Zoltán      |
| 2018 |                                                              | All Creatures Here Below                                 | Gensan                                                        |                    |
| 2018 | Madarak a dobozban                                           | Bird Box                                                 | fütyülő fosztogató                                            |                    |
| 2019 |                                                              | Madness in the Method                                    | a tanú                                                        |                    |
| 2019 |                                                              | Teacher                                                  | James Lewis                                                   |                    |
| 2019 | Jay és Néma Bob Reboot                                       | Jay and Silent Bob Reboot                                | SWAT rendőr                                                   |                    |
| 2021 |                                                              | Batman: The Long Halloween, Part One                     | Julian Day / Calendar Man (hangja)                            |                    |
| 2021 | The Suicide Squad – Az öngyilkos osztag                      | The Sulcide Squad                                        | Abner Krill / Pöttyös                                         | Nagy Dániel Viktor |
| 2021 |                                                              | Batman: The Long Halloween, Part Two                     | Julian Day / Calendar Man Oswald Cobblepot / Pingvin (hangja) |                    |
| 2021 | Dűne                                                         | Dune                                                     | Piter de Vries                                                | Karácsonyi Zoltán  |
| 2022 | Weird: Az Al Yankovic Sztori                                 | Weird: The Al Yankovic Story                             | John Deacon (cameo)                                           |                    |
| 2023 | A Hangya és a Darázs: Kvantumánia                            | Ant-Man and the Wasp: Quantumania                        | Veb                                                           | Bercsényi Péter    |
| 2023 |                                                              | Late Night with the Devil                                | Jack Delroy                                                   |                    |
| 2023 | A bostoni fojtogató                                          | Boston Strangler                                         | Albert DeSalvo                                                | Simon Kornél       |
| 2023 | Batman: A végzet Gothambe érkezik                            | Batman: The Doom That Came to Gotham                     | Grendon (hangja)                                              | Hamvas Dániel      |
| 2023 | A mumus                                                      | The Boogeyman                                            | Lester Billings                                               | Karácsonyi Zoltán  |
| 2023 | Oppenheimer                                                  | Oppenheimer                                              | William L. Borden                                             | Király Dániel      |
| 2023 |                                                              | The Last Voyage of the Demeter                           | Wojchek                                                       |                    |
| 2023 | Az Igazság Ligája és RWBY: Szuperhősök és vadászok – 2. rész | Justice League x RWBY: Super Heroes & Huntsmen, Part Two | Barry Allen / Villám (hangja)                                 |                    |
| 2024 | aMItől félsz                                                 | Afraid                                                   | Villám                                                        | Karácsonyi Zoltán  |

### Televízió
| Év        | Magyar cím              | Eredeti cím                          | Szerep                   | Megjegyzések                                          |
| --------- | ----------------------- | ------------------------------------ | ------------------------ | ----------------------------------------------------- |
| 2008      | Vészhelyzet             | ER                                   | fiatal fiú               | 1 epizód                                              |
| 2012      | A liga                  | The League                           | Morgue Worker            | 1 epizód                                              |
| 2013      | Ray Donovan             | Ray Donovan                          | angoltanár               | 1 epizód                                              |
| 2014      | CSI: A helyszínelők     | CSI: Crime Scene Investigation       | Lee Crosby               | 1 epizód                                              |
| 2014      | Emberi tényező          | Almost Human                         | Simon                    | 1 epizód                                              |
| 2014      |                         | Intruders                            | Oz Turner                | 1 epizód                                              |
| 2015      | CSI: Cyber helyszínelők | CSI: Cyber                           | Logan Reeves             | 1 epizód                                              |
| 2016      | 12 majom                | 12 Monkeys                           | Kyle Slade               | 2 epizód                                              |
| 2016–2021 | MacGyver                | MacGyver                             | Murdoc                   | 11 epizód                                             |
| 2017      | Gotham                  | Gotham                               | Dwight Pollard           | - 2 epizód - magyar hangja:[forrás?] - Dolmány Attila |
| 2017      | Twin Peaks              | Twin Peaks                           | Warrack                  | 3 epizód                                              |
| 2017      |                         | Svengoolie                           | önmaga                   | 2 epizód                                              |
| 2017–2021 | Flash – A Villám        | The Flash                            | Abra Kadabra             | - 2 epizód - magyar hangja:[forrás?] - Viczián Ottó   |
| 2019      |                         | Reprisal                             | Johnson                  | 9 epizód                                              |
| 2021      | Mi lenne, ha…?          | What If...?                          | Kurt (hangja)            | - 1 epizód - magyar hangja: - Dér Zsolt               |
| 2022      |                         | The Boulet Brothers' Dragula: Titans | önmaga / vendég zsűritag | 1 epizód                                              |